# Michael Collins (Irland)

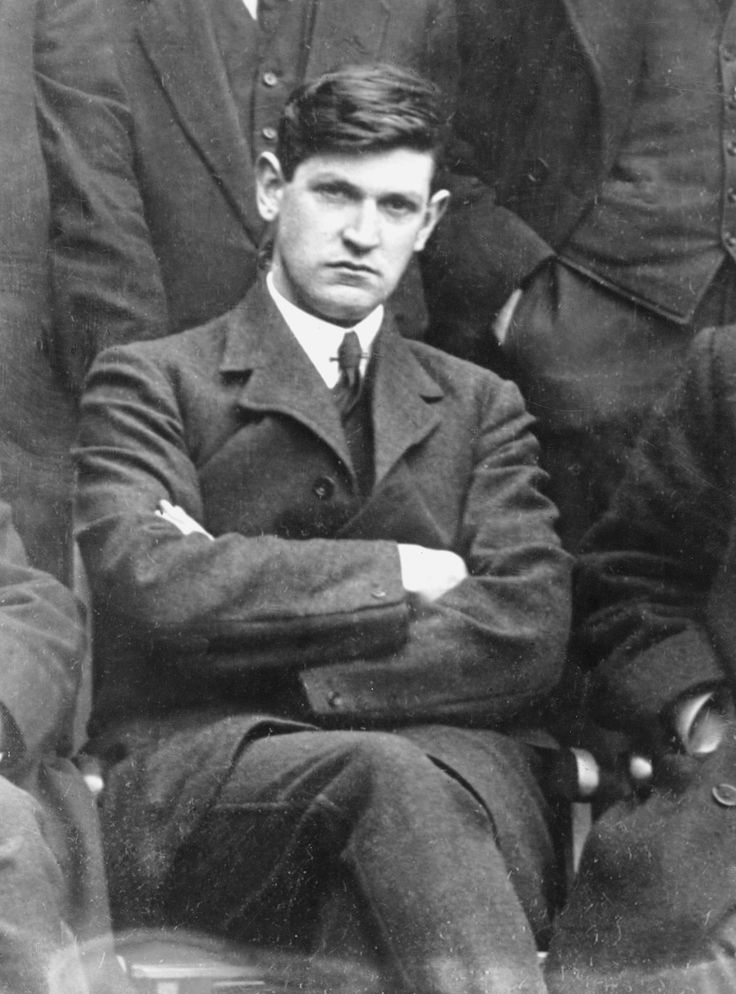
Michael Collins (1919)

Michael Collins (irisch Micheál Ó Coileáin; * 16. Oktober 1890 in Clonakilty, County Cork; † 22. August 1922 in Béal na mBláth, nahe Bandon, County Cork) war ein Führer des Irischen Unabhängigkeitskampfes (1919 bis 1922), ein Mitglied der Delegation, die den Anglo-Irischen Vertrag aushandelte, von Januar 1922 bis zu seinem Tod Vorsitzender der provisorischen Regierung sowie Oberbefehlshaber der irischen Streitkräfte.

## Herkunft und Jugend

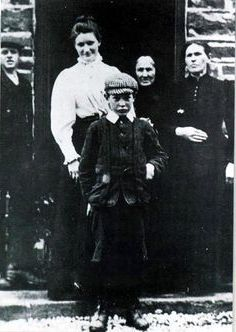
Collins im Alter von 7 Jahren mit seiner Familie (1898)

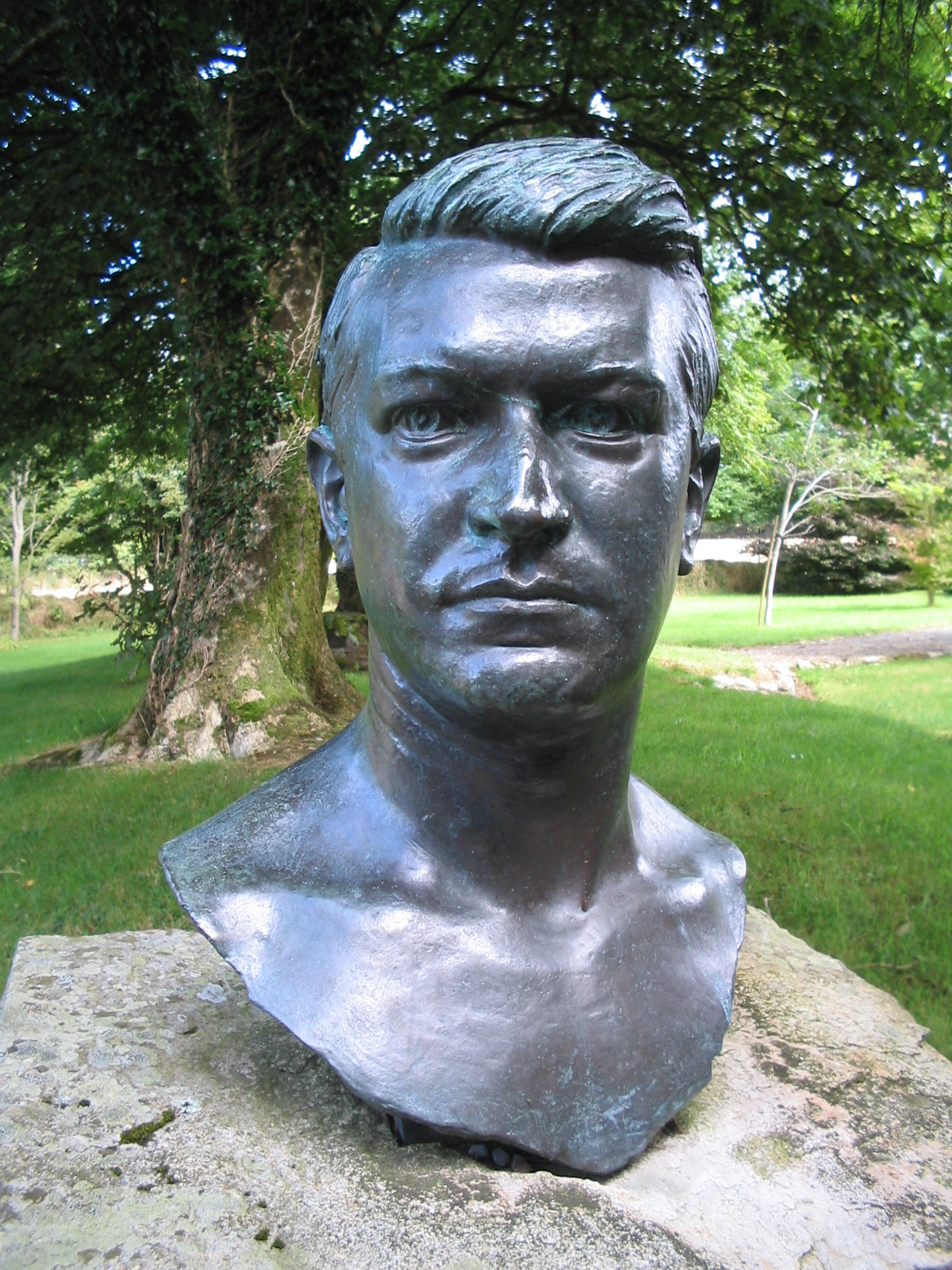
Büste in Collins Heimatort Clonakilty

Michael John Collins wurde als jüngstes von acht Kindern in Sam’s Cross, nahe Clonakilty, im County Cork geboren. Die Familie hatte einen für eine irische Familie gegen Ende des 19. Jahrhunderts relativ ansehnlichen Landbesitz. Collins’ früh erwachtes Interesse an irischer Geschichte wurde von James Santry, Schmied seines Heimatortes, sowie von Denis Lyons, seinem Lehrer an der Lissavaird National School und Mitglied in der Irish Republican Brotherhood (IRB), gefördert. Collins spielte Hurling und war schon früh in der Gaelic Athletic Association (GAA) aktiv.
Nachdem Collins in Clonakilty die weiterführende Schule besucht hatte, ging er im Juli 1906 nach London, da es in seiner Heimat kaum Aussichten auf berufliches Fortkommen gab. Er bekam eine Anstellung bei der Post Office Savings Bank und lebte bei seiner älteren Schwester Johanna. Während seiner Londoner Jahre nahm er regen Anteil am Leben der irischen Immigranten. Durch seine Aktivitäten in der GAA lernte er Sam Maguire kennen, der ebenfalls aus Cork stammte. Dieser überzeugte Collins im Jahre 1909, der IRB beizutreten.

## Der Osteraufstand
Anfang 1916 kehrte Collins nach Irland zurück. Dort kam er schnell mit führenden Leuten der IRB in Kontakt, die den Osteraufstand gegen die Briten planten. Die Woche nach Beginn der Erhebung verbrachte Collins mit Patrick Pearse, Tom Clarke und den anderen Anführern im General Post Office in Dublin. Der Aufstand wurde das militärische Desaster, das viele erwartet hatten. Einige Rebellen betrachteten den Osteraufstand als ein Blutopfer, das anderen Iren als Vorbild dienen sollte. Collins schimpfte über die nach seiner Ansicht ungeschickte und amateurhafte Vorgehensweise. Er hielt nichts davon, einzelne Gebäude zu besetzen, die kaum zu verteidigen und nur schlecht zu versorgen waren. Daraus zog er für den späteren Unabhängigkeitskrieg (1919–1921) seine Lehren. Dort setzte er auf eine Guerillataktik mit kleinen beweglichen Einheiten, die schnell zuschlugen und sich wieder zurückzogen, um so die Verluste klein zu halten und größtmögliche Effektivität zu erzielen.
Nach der Kapitulation der Aufständischen wurde Collins verhaftet und im Lager Frongoch in Wales interniert. Dort knüpfte er viele Kontakte zu anderen Republikanern, die sich später als wertvoll erweisen sollten. Hier erhielt er auch seinen Spitznamen The Big Fellow und stellte im Lageralltag sein Organisations- und Führungstalent unter Beweis. Nach seiner Entlassung im Dezember 1916 kehrte er nach Irland zurück und schloss sich – wie viele Überlebende des Osteraufstandes – der Partei Sinn Féin an. Dank seiner Kenntnisse und Fähigkeiten stieg Collins schnell auf. Im Oktober 1917 war er schließlich Vorstandsmitglied der Partei sowie Organisationsleiter der Irish Volunteers.

## Beginn des Unabhängigkeitskrieges
Nach Beendigung des Ersten Weltkrieges standen im Dezember 1918 Wahlen zum britischen Unterhaus an. Wie viele führende Sinn-Féin-Mitglieder kandidierte auch Collins für einen Sitz. Er wurde im Wahlkreis Süd-Cork aufgestellt und schließlich auch gewählt. Für Sinn Féin wurde es ein überwältigender Sieg. Die Partei errang 73 von 105 irischen Sitzen. Da die Partei angekündigt hatte, ihre gewonnenen Sitze im Unterhaus nicht einzunehmen, trafen sich die 24 siegreichen Kandidaten, die nicht im Gefängnis saßen, am 7. Januar 1919 im Mansion House in Dublin. Dort konstituierten sie sich als irisches Parlament (Dáil Éireann).
Im Februar 1919 half Collins dabei, Éamon de Valera und einige andere Sinn-Féin-Mitglieder aus der Haft im englischen Lincoln zu befreien. De Valera wurde am 1. April 1919 als Nachfolger Cathal Brughas zum Leiter der provisorischen Regierung gewählt. Collins war zu diesem Zeitpunkt der Meinung, dass der politische Teil des Kampfes für die Unabhängigkeit Irlands mehr propagandistischen denn praktischen Wert habe. Für entscheidender erachtete er den bewaffneten Kampf im Untergrund. In diesem Kampf spielte er im Laufe des Jahres 1919 eine immer wichtigere Rolle. Im Sommer des Jahres wurde er zum Präsidenten der IRB gewählt, und im September übernahm er die Rolle des Geheimdienst-Chefs der aus den Irish Volunteers hervorgegangenen IRA. Durch den neuen Namen wollte die Organisation deutlich machen, dass sie sich als Armee der im Januar 1919 proklamierten Republik verstand. Sie wurde zum entscheidenden Träger des Unabhängigkeitskampfes auf irischer Seite.

## Unabhängigkeitskrieg

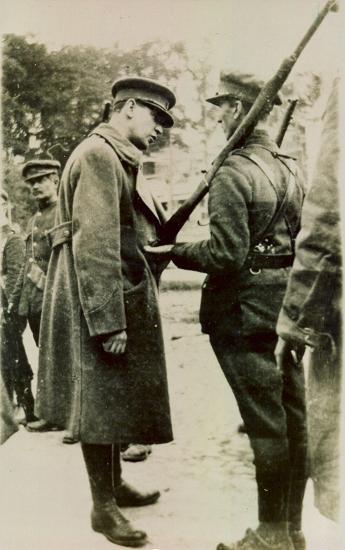
Collins inspiziert einen Soldaten

Im April 1919 wurde Collins, der langjährige Erfahrungen als Bankangestellter hatte, als Finanzminister in die provisorische Regierung berufen. Unter den Umständen des immer brutaler werdenden Krieges und ständiger Verhaftungsgefahr musste er in dieser Rolle weitgehend aus dem Untergrund heraus agieren. Seine Hauptaufgabe in dieser Situation war es, Geldmittel für den Unabhängigkeitskampf zu beschaffen. Zu diesem Zweck wurde im August 1919 eine Nationalanleihe in Umlauf gebracht und insbesondere aus den USA kam finanzielle Unterstützung von ausgewanderten Iren. Trotz sofortigen Verbots der Anleihe durch die Briten gelang es allein in Irland, in einem Jahr rund 250.000 Pfund zusammenzubekommen.
Als Leiter des IRA-Geheimdienstes hatte er zum Zwecke der Spionageabwehr eine Kommandoeinheit gegründet, die unter dem Namen „Die zwölf Apostel“ bekannt wurde. Den Namen behielt sie auch später, als sie mehr Mitglieder umfasste. Als de Valera 1919/1920 für mehrere Monate in die USA reiste, um für politische Unterstützung zu werben, übernahm Collins auch einen beträchtlichen Teil seiner Aufgaben.
Aufgrund seiner Bedeutung innerhalb der provisorischen irischen Regierung führte Collins praktisch ein Leben auf der Flucht. Die Briten hatten ein beträchtliches Kopfgeld von 10.000 Pfund für seine Ergreifung oder Tötung ausgesetzt. Der Aufbau seines Untergrundnetzes zeigte im Laufe des Jahres 1920 seine Wirkung. Immer häufiger waren Polizisten und andere Angehörige der britischen Administration in Irland Opfer von Anschlägen. Durch die Vergeltungsschläge der probritischen Auxiliaries und der „Black and Tans“ wurde die Auseinandersetzung immer brutaler. Ein Höhepunkt war der 21. November 1920, der erste Blutsonntag in der irischen Geschichte. Als Antwort auf die Tötung von 12 britischen Agenten (Cairo Gang) am Morgen des Tages feuerten betrunkene Auxiliaries am Nachmittag im Croke Park in die Zuschauermenge eines Gaelic-Football-Spiels und töteten 14 Menschen.
Unter den damaligen irischen Führern hatte Collins zwei Hauptgegner. Der eine war Cathal Brugha, der pflichtbewusste Verteidigungsminister, dem Collins aber faktisch auf militärischem Gebiet an Einfluss in der Bewegung überlegen war (obwohl er eigentlich nur IRA-Geheimdienstchef war), da er auch den Vorsitz der IRB innehatte. Der andere war der Chef der provisorischen Regierung (Präsident des Dáil Éireann), de Valera. Die Rivalität der beiden kam auch in ihren Spitznamen zum Ausdruck. Aufgrund seiner hochgewachsenen, hageren Gestalt bekam de Valera den Beinamen „The Long Fellow“ im Gegensatz zum „Big Fellow“ Collins.

## Waffenstillstand und der Anglo-Irische Vertrag

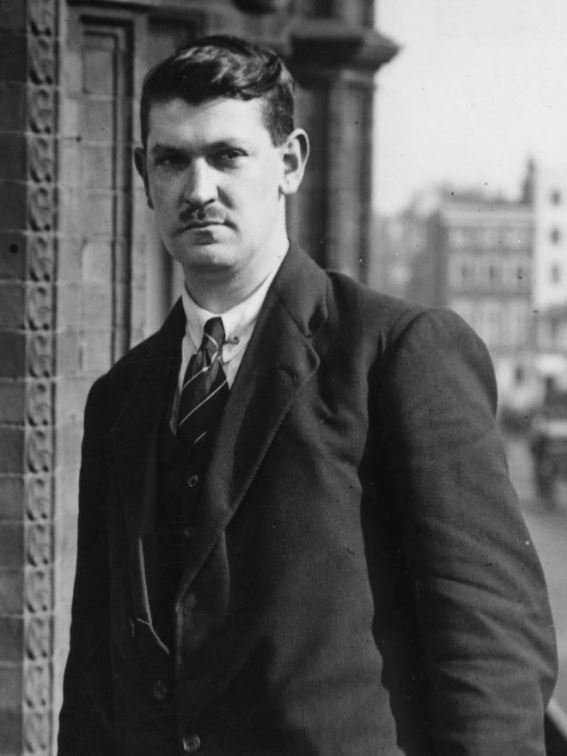
Michael Collins als Delegierter bei den Verhandlungen über den Anglo-Irischen Vertrag (1921)

Im Laufe des Jahres 1921 wuchs sowohl auf irischer als auch auf britischer Seite die Verhandlungsbereitschaft, da beide Seiten kaum noch Möglichkeiten sahen, den Konflikt militärisch für sich zu entscheiden. Am 11. Juli 1921 wurde ein Waffenstillstand geschlossen, und bald darauf begannen Verhandlungen, um zu einer endgültigen Regelung zu kommen. Die Engländer sahen in Collins den wichtigsten Verhandlungspartner, da sie in ihm den eigentlichen Führer der irischen Nationalisten sahen, obwohl dies offiziell de Valera war. Nach einem kurzen Machtkampf zwischen den beiden fuhr schließlich doch de Valera als Leiter der Delegation nach London. Collins wurde die Mitreise verweigert.
Nachdem diese erste Verhandlungsrunde erfolglos geblieben war, kam es ab 11. Oktober 1921 zu einer zweiten Verhandlungsrunde in London. Diesmal war Arthur Griffith der Leiter und Collins reiste als sein Stellvertreter an. Da viele Engländer Collins als Mörder betrachteten, war der Empfang ziemlich kühl. Im Laufe der Zeit wurde Collins aber immer mehr zum eigentlichen Verhandlungsführer auf irischer Seite. Das Ziel der Iren war eine irische Republik. Die Verhandlungen gestalteten sich aber äußerst zäh und schwierig. Die Unionisten aus Ulster waren nicht bereit, die Anfang 1921 faktisch vollzogene Teilung der Insel wieder rückgängig zu machen. Darüber hinaus waren die Briten nicht bereit, eine irische Republik außerhalb des Empire zu akzeptieren.
Am 6. Dezember 1921 wurde schließlich der sogenannte Anglo-Irische Vertrag geschlossen, der die Gründung eines irischen Freistaates vorsah. Die sechs nordirischen Counties erhielten das Recht, aus dem Freistaat auszutreten, was sie auch umgehend taten. Zum Zwecke der endgültigen Grenzfestlegung sollte eine Grenzkommission ins Leben gerufen werden. Collins erhoffte sich von dieser Kommission Vorteile für den neuen Staat. Der Freistaat war ein Dominion innerhalb des Empire mit einem Zweikammer-Parlament. Die irische Regierung sollte vom Unterhaus, dem Dáil Éireann, gewählt werden.
Der Vertrag brachte einem Großteil der Insel zwar die Unabhängigkeit von Großbritannien, viele Republikaner sahen ihn allerdings als einen Ausverkauf irischer Interessen an. Auf besonders starken Widerstand stießen der Dominionstatus und der Treueeid auf den britischen König sowie die Nutzungsrechte der Briten über mehrere irische Häfen. De Valera wurde vorgeworfen, er habe sich vor der Leitung der Verhandlungen gedrückt, weil er ahnte, dass das Ergebnis nicht den Erwartungen der meisten Iren entsprechen würde. Die meisten Historiker sehen dies heute als wahrscheinlichste Erklärung für seine Abwesenheit. Ein Wortwechsel nach der Unterzeichnung des Vertrages zeigt deutlich, in welch prekäre Lage sich Collins persönlich mit dem Verhandlungsergebnis brachte. Ein Mitglied der britischen Delegation, Lord Birkenhead, bemerkte, dass er womöglich sein politisches Todesurteil unterschrieben habe, woraufhin Collins erwiderte: „Ich habe womöglich mein tatsächliches Todesurteil unterschrieben.“

## Die provisorische Regierung und der Ausbruch des Bürgerkriegs

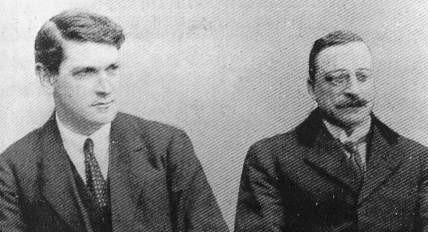
Michael Collins und Arthur Griffith führten in Übereinstimmung jeweils eine Parallelregierung (hier auf einem Bild vor 1922)

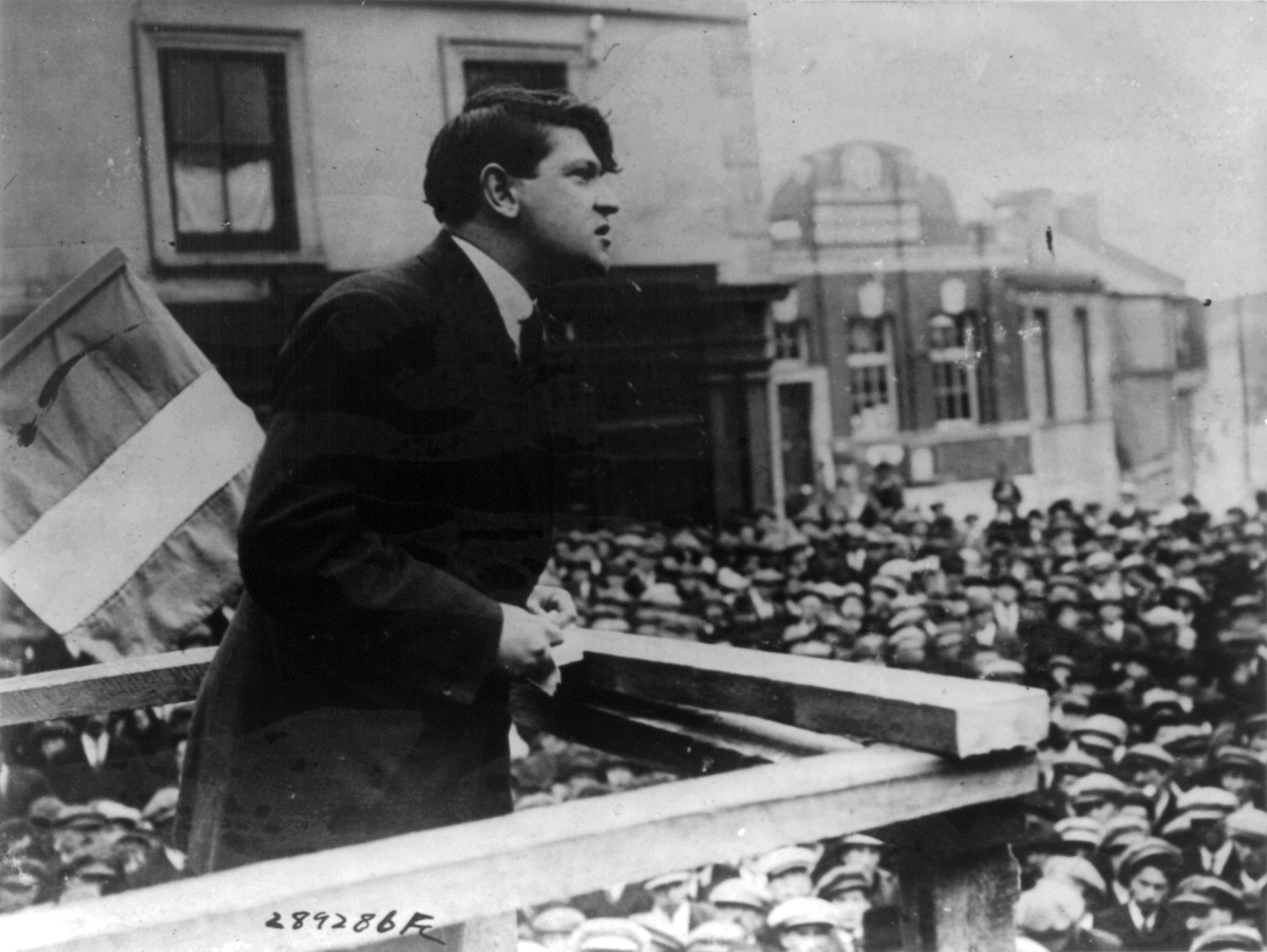
Michael Collins hält am Saint Patrick’s Day in Cork eine Rede (1922)

Die Ratifizierungsdebatte über den Anglo-Irischen Vertrag brachte deutlich den Riss zu Tage, der durch das republikanische Lager ging. Neben de Valera und Brugha, war es vor allem Liam Mellows, der sich im Dáil leidenschaftlich gegen den Vertrag wehrte, wie zum Beispiel in seiner berühmt gewordenen „Fleischtöpfe des Empire“-Rede. Collins setzte sich mit aller Kraft für den Vertrag ein. Er hielt ihn für das momentan maximal Erreichbare. Außerdem befürchtete er, dass die durch die Verluste der letzten Jahre geschwächte IRA bei einem erneuten Ausbruch von Feindseligkeiten nicht in der Lage sein würde, den Kampf fortzusetzen. Bis zuletzt versuchte eine unter Ausschluss der Öffentlichkeit tagende Konferenz von neun Abgeordneten des Dáil, einen Kompromiss zwischen den verfeindeten Lagern zu finden. Der Versuch scheiterte in erster Linie an Liam Mellows, der nicht bereit war, nachzugeben. Die Vertragsbefürworter setzten sich in der Abstimmung am 7. Januar 1922 mit 64 zu 57 Stimmen durch. Unmittelbar danach kam es zum Bruch innerhalb des Dáil und von Sinn Féin. Unter Führung von de Valera verließen die Vertragsgegner das Parlament und die Partei. Arthur Griffith wurde am 10. Januar zum neuen Präsidenten des Dáil gewählt und führte den Ministerrat der Irischen Republik, während Collins, da die Briten nur eine auf Vertragsgrundlage entstandene Regierung und nicht die bisherige anerkannten, sechs Tage später eine neue provisorische Regierung bildete, in der er auch das Amt des Finanzministers übernahm und die sich teilweise mit der Regierung Griffiths deckte. Im Gegensatz zu Griffiths Regierung der bisher angestrebten Irischen Republik erfüllte Collins Regierung den britischen Anspruch eines Dominions in Südirland, aus dem nach Fristende im Dezember 1922 der Irische Freistaat entstehen sollte.
In den nächsten Monaten versuchte Collins die Kluft zwischen Vertragsanhängern und -gegnern zu überwinden, um so dem jungen Freistaat eine Zerreißprobe zu ersparen. Mit de Valera schloss er einen Kompromiss, der die Teilnahme der Vertragsgegner an den ersten Wahlen des Freistaats ermöglichte und ihnen in der anschließenden Koalitionsregierung vier Ministerposten zusicherte. Auch die von Collins vorgeschlagene republikanische Verfassung, die den britischen König nicht mehr erwähnte, sollte die Vertragsgegner zum Einlenken zwingen. Diese Verfassung wurde allerdings von britischer Seite abgelehnt, da sie im Widerspruch zum Anglo-Irischen Vertrag stand.
Im April 1922 besetzten rund 200 IRA-Angehörige, die gegen den Vertrag waren, das Gerichtsgebäude der Four Courts in Dublin. Da Collins einen Bürgerkrieg um jeden Preis vermeiden wollte, unternahm er zunächst nichts gegen die Besetzung. Am 22. Juni 1922 wurde Henry Hughes Wilson, ein pensionierter britischer General mit stark unionistischen Sympathien, in London von zwei IRA-Männern erschossen. Die Engländer verdächtigten Collins, den Mord angeordnet zu haben. Sie forderten die irische Regierung auf, die Besetzung der Four Courts zu beenden. Nachdem die Besetzer auch noch J. J. O’Connell, einen General der Armee des Freistaats, entführt hatten, war Collins gezwungen zu handeln. Mit zwei von den Briten geliehenen Kanonen eröffnete er das Feuer auf die Four Courts. Dieser Beschuss markierte den Beginn des Irischen Bürgerkrieges zwischen der Anti-Vertrags-IRA und den Truppen des Freistaats. Um sich ganz auf den militärischen Kampf gegen die Vertragsgegner zu konzentrieren, legte Collins am 12. Juli 1922 seine Regierungsämter nieder und übernahm den Oberbefehl über die Armee. Sie wurde hauptsächlich aus britischen Beständen bewaffnet und ausgerüstet.

## Collins’ Tod

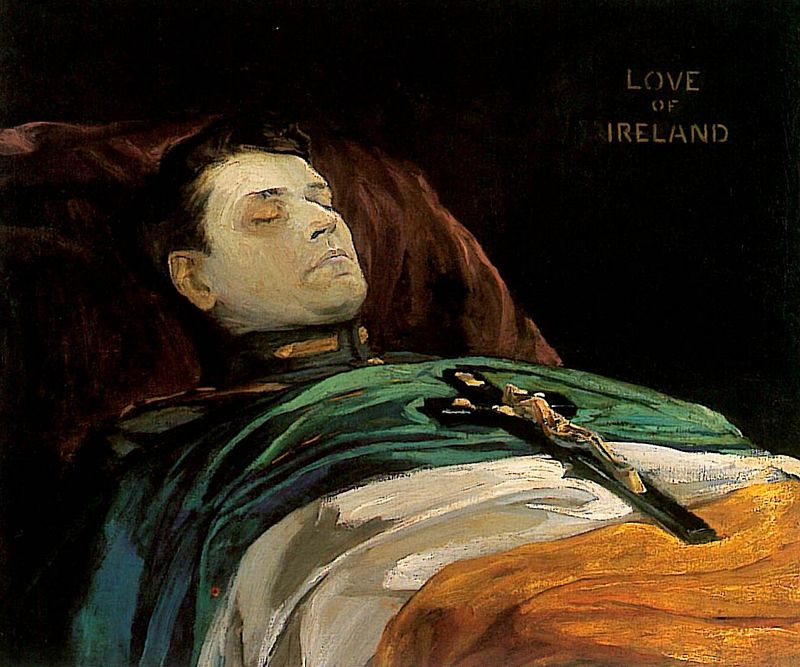
Der aufgebahrte Michael Collins (Gemälde von John Lavery)

Ende August begab sich Collins auf eine Inspektionsreise ins County Cork, eine Hochburg der Vertragsgegner. Am 22. August 1922 befand er sich auf dem Rückweg von einem Verwandtenbesuch in Bandon. Im Dorf Béal na mBláth geriet er mit seiner Wagenkolonne in einen Hinterhalt von IRA-Vertragsgegnern. Statt in seinem gepanzerten Leyland Eight zu fliehen, ließ er sich auf ein Feuergefecht ein. Bei dem rund halbstündigen Schusswechsel wurde Collins tödlich am Kopf getroffen. Er war der einzige Mann, der bei diesem Überfall starb. Bis heute ist nicht abschließend geklärt, wer den tödlichen Schuss auf Collins abgab. 2014 freigegebene Dokumente erhärten aber die Annahme, dass Denis ‘Sonny’ O’Neill (1889–1950) der Schütze war.

## Collins in Film und Literatur

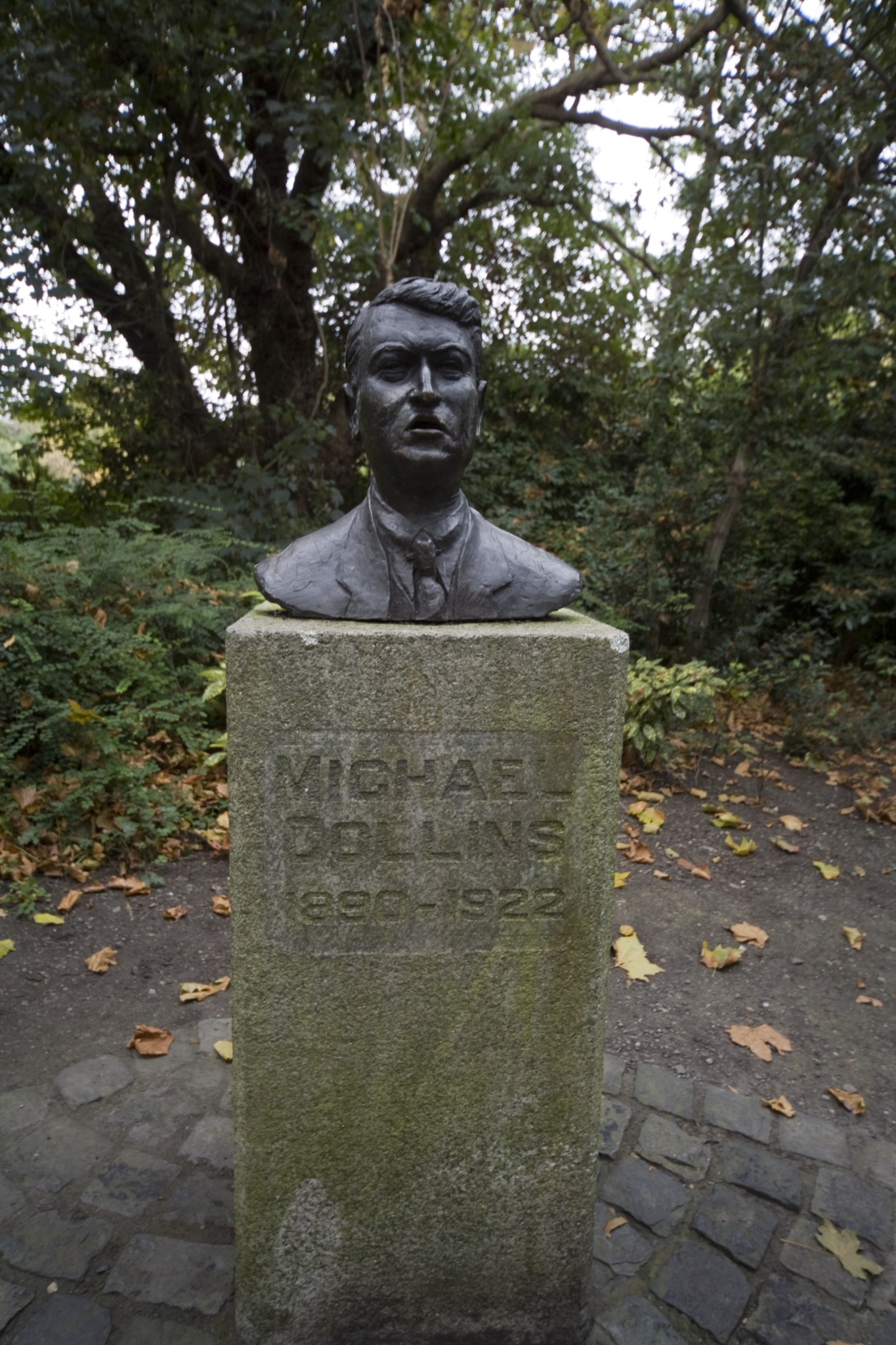
Gedenkbüste im Merrion Square, Dublin

- Hang Up Your Brightest Colours, 1973, ein Dokumentarfilm von Schauspieler und Regisseur Kenneth Griffith. Der Film wurde erst 1993 in der BBC gezeigt.[4]

- Collins’ Leben wurde 1996 mit Liam Neeson und Julia Roberts in den Hauptrollen vom Regisseur Neil Jordan unter dem Titel Michael Collins verfilmt.
- Der Roman The Gráinne journals von Robert Coyle (deutsch Herbst in Dublin, Schneekluth, München 1996, ISBN 3-7951-1400-4) beschreibt das Leben von Mary Stewart, Collins’ Geliebter.
- Einen Einblick in die letzten Tage im Leben Michael Collins’ und in die Umstände des Attentats, dem er zum Opfer fiel, bietet das Buch The Day Michael Collins Was Shot von Meda Ryan. Poolbeg, Dublin 1989, ISBN 1-85371-738-X.

## Veröffentlichungen
- The Path to Freedom. Talbot Press, Dublin, 1922 (Neuausgaben: 1968 und 1996)